# Hospital Virgen de la Concha
El Hospital Virgen de la Concha es una instalación hospitalaria en la ciudad de Zamora (España). El edificio es un diseño del arquitecto Martín José Marcide en 1951. Hospital dependiente del sistema de salud de la Junta
de Castilla y León. 

## Historia
En los años cincuenta la población de la capital alcanzó su nivel más alto, y el Instituto Nacional de Previsión decidió la construcción de un hospital provincial para el Seguro Obligatorio de Enfermedad. El hospital fue incrementando en servicios hasta que quedó integrado en el Complejo Asistencial de Zamora.